# 柳亭市楽
柳亭 市楽（りゅうてい いちらく）は、落語家の名跡。
- 先代柳亭市楽 - 本項にて記述
- 柳亭市楽 - 現∶六代目玉屋柳勢

柳亭 市楽（りゅうてい いちらく、1887年2月28日 - 不詳年）は、落語家。

## 経歴
- 前身は不明。
- 1908年、3代目三遊亭圓橘の門下で三遊亭橘平を名乗る。
- 1912年、三遊亭若橘に改名。
  - この頃から三遊派の若手有望格として評判になる。
- 1918年、三遊亭圓七で真打に昇進。
- 1922年、睦会の旗揚げに際して4代目春風亭柳枝から春錦亭柳桜の名跡をエサに強引に引き抜きにあう。
- 1930年、鈴々舎馬風（色川清太郎）の門下で鈴々舎駒蔵を名乗る。
- 晩年は8代目桂文楽の身内のような形で一門になり桂市楽と改名。
- その後に柳亭市楽とさらに改名した。

## 人物
- 妻は三味線の宮歳といい、戦後まで長らく不遇の夫婦生活が続き噺家としては大成せず前座で終わった。
- 挙句の果て最晩年メチールで失明し、養老院で死去したという。